# Berkhamsted Castle

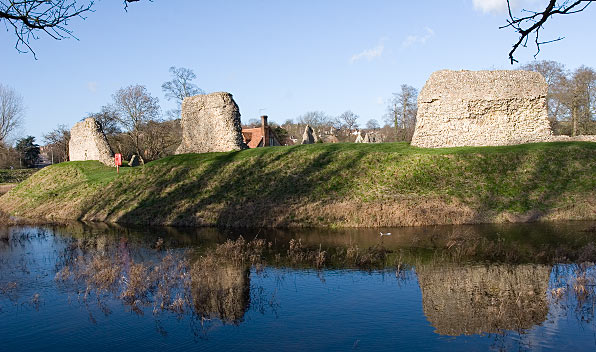
Äußere Mauern von Berkhamsted Castle, über den Burggraben hinweg gesehen.

Berkhamsted Castle ist eine Burgruine in Berkhamsted in der englischen Grafschaft Hertfordshire. Die normannische Motte wurde während der normannischen Eroberung Englands im 11. Jahrhundert gebaut, um die wichtige Route von London in die Midlands zu kontrollieren. Robert de Conteville, der Halbbruder von Wilhelm dem Eroberer, war vermutlich für die Bauleitung verantwortlich und wurde anschließend Besitzer der Burg. Die Burg war zu ihrem Schutz von Erdwerken umgeben und lag inmitten eines Rehparks für die Jagd. Sie wurde zum neuen Verwaltungszentrum und die frühere angelsächsische Siedlung Berkhamsted wuchs rund um die Burg. Die folgenden Könige von England verlehnten die Burg an ihre Lordkanzler. Mitte des 12. Jahrhunderts wurde Berkhamsted Castle umfangreich erweitert, vermutlich im Auftrag von Thomas Becket.
Die Burg wurde 1216, im ersten Krieg der Barone, belagert. Die Barone, die gegen Johann Ohneland rebellierten, wurden von Frankreich unterstützt. Berkhamsted Castle wurde erobert, nachdem die Truppen Prinz Ludwigs, des späteren französischen Königs Ludwig VIII., es 20 Tage lang mit Belagerungsgerät angegriffen hatten und die Garnison schließlich zur Aufgabe zwangen. Nachdem die Burg im Folgejahr wieder von den Truppen des englischen Königs zurückerobert worden war, gab der König sie an Richard, den 1. Earl of Cornwall. Damit begann eine langandauernde Verbindung mit dem Earldom und späteren Herzogtum Cornwall. Richard ließ die Burg in eine Palastresidenz umbauen und machte sie zum Verwaltungszentrum des Earldoms. König Eduard III. ließ die Burg im 14. Jahrhundert weiter ausbauen und gab sie seinem Sohn, Edward, dem schwarzen Prinzen, der die Jagdgründe erweitern ließ. Die Burg diente auch als Gefängnis für königliche Gefangene, z. B. König Johann II. von Frankreich und andere Rivalen, die Anspruch auf den englischen Thron erhoben.
Ende des 15. Jahrhunderts wurde die Burg zunehmend unmodern und verfiel. Mitte des 16. Jahrhunderts war sie bereits eine Ruine, die für den Gebrauch durch die königliche Familie nicht mehr geeignet war. Bausteine wurden aus der Ruine entfernt, um andere Gebäude in der Stadt zu errichten. In den 1830er-Jahren, beim Bau der London and Birmingham Railway, wurde die Burg fast vollständig zerstört. Als Folge davon war sie das erste Gebäude in Großbritannien, das unter den Bestandsschutz des Parlaments gestellt wurde. 1930 ging die Burgruine vom Herzogtum Cornwall auf die britische Staatsverwaltung über. Heute wird sie als Touristenattraktion von English Heritage verwaltet.

## Geschichte

### 1066–1217
Berkhamsted Castle wurde während der normannischen Eroberung Englands 1066 errichtet. Nachdem Wilhelm der Eroberer die Angelsachsen in der Schlacht bei Hastings geschlagen hatte, rückte er von der Küste durch das Tal der Themse Richtung Norden nach Hertfordshire vor. Chronisten meinen, dass sich der Erzbischof von York in Berkhamsted König Wilhelm ergab und Wilhelm den Bau der Burg anordnete, bevor er zurück nach London zog. Berkhamsted Castle war strategisch wichtig, weil es an der Route von London in die Midlands durch die Chiltern Hills lag. Die Bauarbeiten wurden vermutlich von Wilhelms Halbbruder, Robert de Conteville, überwacht, dem die Burg gehörte, als das Domesday Book geschrieben wurde.

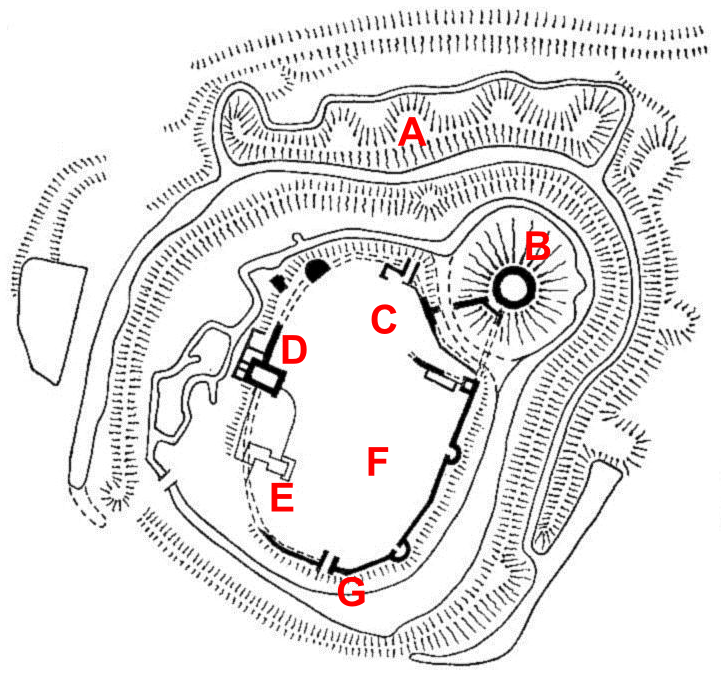
Grundriss der Burg: A – Erdwerke, möglicherweise für französisches Belagerungsgerät; B – Motte und Donjon; C – Kernburg; D – Turm von Richard, dem Earl of Cornwall; E – Kastellanhaus aus dem 19. Jahrhundert; F – Vorburg; G – südliches Tor

Die Burg lag etwas entfernt von der Hauptstraße, um zusätzlichen Platz für Erdwerke freizuhalten, und wurde so angeordnet, dass natürliche Quellen genutzt werden konnten, die unter dem Hügel liegen. Sie wurde zunächst als Motte errichtet. Die Motte war 12 Meter hoch und die Kernburg 150 Meter × 90 Meter groß, sodass sie eine Fläche von 0,24 Hektar einschloss. Ein doppelter Erdwall mit Burggräben lief um die gesamte Burg; beide Burggräben waren mit Wasser gefüllt. Insgesamt nahmen die weiteren Erdwerke eine Fläche von 4,5 Hektar ein. Ein Fossarius – ein spezielles Grabgerät für Gräben – soll 1086 beim Bau der Burganlage zur Anwendung gekommen sein.
Ein großer Rehpark, der der Krone gehörte, wurde rund um die Burg angelegt, um ein Jagdrevier zu erhalten. Die Burg wurde neben dem Park errichtet, über dem die Motte stand. Ein Weinberg wurde ebenfalls neben der Burg angelegt. Das alte, angelsächsische grundherrschaftliche Zentrum wurde auch auf das Burggelände verlegt und so wanderte die angelsächsische Siedlung Berkhamsted ebenfalls von der Gegend, die heute Northchurch genannt wird, zur Burg; verschiedene Mühlen, die für das Mahlen von Mehl notwendig waren, gab es 1086.
Robert de Contevilles Sohn, Wilhelm, rebellierte gegen König Heinrich I. und so wurde die Burg konfisziert. König Heinrich gab Berkhamsted Castle seinem Lordkanzler Ranulf zu Lehen. 1123 aber, als Ranulf zusammen mit König Heinrich zur Burg reiste, ritt er über den Hügel neben der Burg und regte sich so übermäßig über den sich ihm bietenden Anblick auf, dass er vom Pferd fiel und an seinen Verletzungen starb.
Die Burg wurde anschließend von König Heinrich II. an Thomas Becket verlehnt, als dieser 1155 Lordkanzler wurde. Becket ließ die Burg ausbauen, um seinen großen Haushalt unterzubringen, fiel aber 1164 in Ungnade und die Burg wurde wieder vom König konfisziert. Heinrich II. liebte Berkhamsted Castle und nutzte es in der Folge häufig selbst. Mitte des 12. Jahrhunderts war die Burg in Stein neu erbaut worden, vermutlich von Becket. Sie hatte einen Donjon, der den gesamten oberen Teil der Motte einnahm, und eine äußere Steinmauer; der Burghof war durch eine Mauer in eine Kernburg und eine Vorburg geteilt. Ein Torhaus schloss die Burg auf dem Weg zur Stadt hinunter ab, wo der Weg auf die Castle Street trifft. Heinrich II. erkannte 1156 auch die umgebende Siedlung Berkhamsted als Stadt an.
Unter König Johann Ohneland war die Burg Teil der Ländereien, die das Witwenvermögen seiner zweiten Gattin, Isabella, bildeten. König Johann übergab die Burg 1206 Geoffrey fitz Peter zu treuen Händen, der einen Großteil der Stadt neu errichten ließ. Geoffrey fitz Peter starb 1213 und die Burg fiel an seinen Sohn, John FitzGeoffrey.
In England begannen sich politische Spannungen zu entwickeln und ein Konflikt zwischen König Johann und einer Allianz von Baronen, die gegen seine Herrschaft rebellierten, erschien wahrscheinlich. Anfang 1215 übertrug König Johann die Verantwortung für Berkhamsted Castle einem vertrauenswürdigen deutschen Söldner namens Ranulph und ließ im April die Befestigungen der Burg überarbeiten. Der erste Krieg der Barone brach später im selben Jahr aus. Anfangs hinderte ein Mangel an Waffen – besonders Belagerungsgerät – die Rebellen, aber im Mai 1216 kam Prinz Ludwig von Frankreich mit seinen Truppen über den Ärmelkanal und schloss sich der Sache der Rebellen an. Er brachte schweres Belagerungsgerät mit.
König Johann starb im Oktober 1216 und im Dezember belagerten die Truppen Prinz Ludwigs Berkhamsted Castle. Der Prinz ließ sein Belagerungsgerät, vermutlich Bliden, aufmarschieren und die Burg 20 Tage lang mehrmals angreifen, wobei er die Verteidiger mit dem überschüttete, was Chronisten „verdammenswerte Steine“ nannten. Im 13. Jahrhundert wurde eine Reihe von Erdwerken außerhalb der Mauern errichtet, die vermutlich als Plattformen für diese Maschinen dienten. Nachdem die Garnison eine starke Verteidigung aufgebaut hatte, wurde ihr erlaubt, sich zu ergeben und mit ihren Waffen und Rüstungen abzuziehen. Als die Heinrich III. gegenüber loyalen Truppen die Rebellen im Folgejahr besiegten, gelangte die Burg zurück in königliche Hände.

### 1218–1461

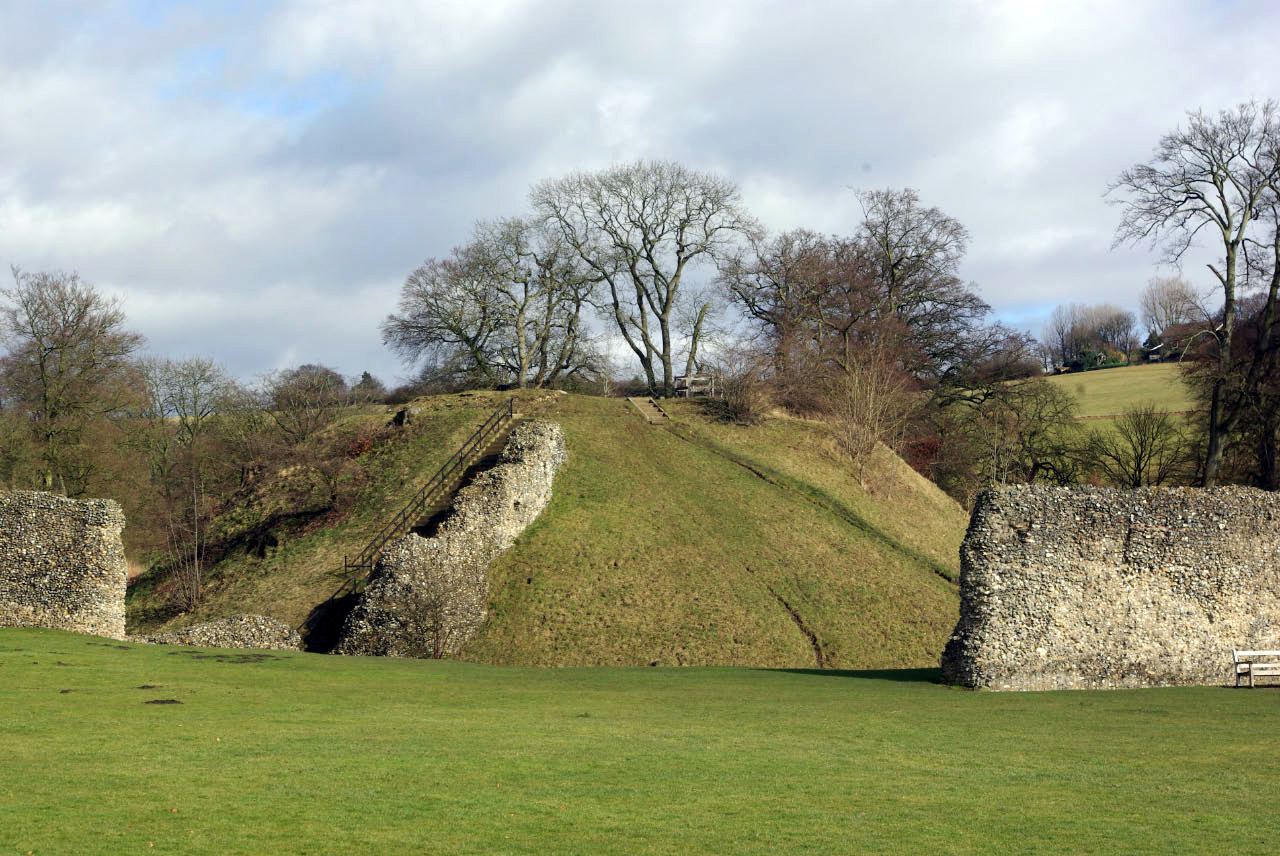
Motte

In den darauf folgenden Jahren war Berkhamsted Castle eng mit den Earls und Dukes of Cornwall verbunden. Der Bruder Heinrichs III., Richard, wurde Earl of Cornwall und erbte die Burg von seiner Mutter Isabella; die Burg wurde damit dauernder Teil des Earldoms. Berkhamsted Castle war Richards liebste Burg, auch weil sie angenehm nahe an London lag. Richard ließ 1254 einen beeindruckenden, dreistöckigen Turm dem Anwesen hinzufügen und den Rest der Burg restaurieren; die Chronisten aus dem nahegelegenen Dunstable beschwerten sich, dass die Bauarbeiten so viele Wagen zum Transport des Holzes beanspruchten, dass der örtlichen Handel mit anderen Gütern davon schwer in Mitleidenschaft gezogen wurde. Die Burg diente der zentralen Verwaltung des Earldoms und Richards neun Stewards lieferten ihre jährlichen Finanzberichte dort ab. Zwischenzeitlich wurde auch die Stadt Berkhamsted mit dem wachsenden Wollhandel reich. Richard von Cornwall starb 1272 auf der Burg und diese fiel an seinen Sohn, Edmund, 2. Earl of Cornwall.
Die Burg fiel dann über König Eduard I., der die Burg offenbar in schlechtem Zustand vorfand, und seine zweite Gattin, Margarethe, an König Eduard II. Eduard II. verlehnte es an den königlichen Favoriten Piers Gaveston, den er zum Earl of Cornwall machte. Gaveston heiratete dort 1307 in Anwesenheit von König Eduard. Eduard II. und Gaveston verloren 1327 ihre Macht und John, Eduards zweiter Sohn, übernahm sie als neuer Earl of Cornwall.
Als John of Eltham starb, beanspruchte König Eduard III. Berkhamsted Castle wieder. Ein Bericht zeigte, dass wesentliche Reparaturen an der Burg nötig waren. König Eduard hatte Windsor Castle noch nicht reparieren lassen, also nutzte er Berkhamsted Castle als Hauptsitz und investierte nennenswerte Summen in die Renovierung der Burg. Sein Sohn, Eduard, der schwarze Prinz, wurde zum Earl of Cornwall gemacht und nutzte die Burg auch häufig, die zum Herzogtum Cornwall gehörte. Der schwarze Prinz zog seine Vorteile aus den Nachwirkungen des schwarzen Todes und ließ den Park der Burg um 26 Hektar zu vergrößern, sodass er eine Fläche von 401 Hektar belegte. In der Burg wurde Johann II., König von Frankreich, eingesperrt, nachdem er in der Schlacht von Poitiers gefangen genommen worden war. Als der schwarze Prinz nach seinen Angriffen in Frankreich krank wurde, zog er sich auf Berkhamsted Castle zurück und starb dort 1376.
König Richard II. erbte Berkhamsted Castle 1377. Anfangs ließ er seinen Favoriten Robert de Vere, Duke of Ireland, die Burg nutzen und nach De Veres Fall in Ungnade und Exil 1388 John Holland, 1. Duke of Exeter. König Heinrich IV. lebte auf der Burg, nachdem er Richard II. 1400 abgesetzt hatte, und er nutzte das Anwesen, um Rivalen um den englischen Thron von ihrem Tun abzuhalten. In dieser Zeit überwachte Geoffrey Chaucer, der Schriftsteller, der später für seine Canterbury Tales berühmt werden sollte, in seiner Rolle als Angestellter Renovierungsarbeiten an der Burg. Sowohl Heinrich V. als auch Heinrich VI. gehörte die Burg, wobei letzterer nur bis zu seinem Sturz 1461 Gebrauch von ihr machte.

### 1462–1900

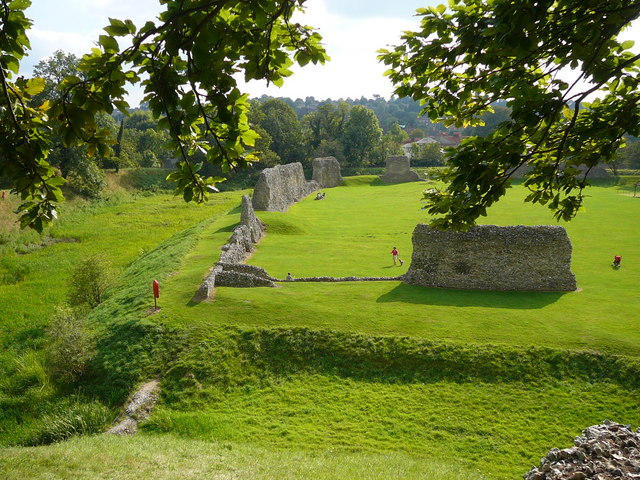
Blick von der Motte in die Kernburg

Berkhamsted Castle wurde von König Eduard IV. konfisziert, als er in den Rosenkriegen an die Macht kam. Ende des 15. Jahrhunderts war die Burg durch seine Mutter, Cecily Neville, die Duchess of York, belegt. Damals war die Burg aber zunehmend unmodern geworden und wurde nach ihrem Tod 1495 aufgegeben. Als der Geschichtsforscher John Leland sie Mitte des 16. Jahrhunderts besuchte, war sie „größtenteils eine Ruine“ und für den Gebrauch durch die königliche Familie ungeeignet.
1580 pachtete Sir Edward Carey das Anwesen mit den Ruinen und dem Park für die symbolische Pacht von einer roten Rose pro Jahr von Königin Elisabeth I. Bausteine von der Burg wurden Ende des 16. Jahrhunderts zum Bau von Berkhamstead Place, einer Schule und anderen Gebäuden verwendet. Der Park der Burg, der 1627 eine Fläche von 507 Hektar umfasste, wurde über die nächsten Dekaden aufgeteilt, sodass nur eine Restfläche von 152 Hektar verblieb. Der englische Bürgerkrieg in den 1640er-Jahren ging relativ spurlos an Berkhamsted Castle vorbei, das offensichtlich keinerlei Rolle in dem Konflikt spielte.
1761 wurde das Anwesen von der Burg getrennt. Der Park wurde an Francis Egerton, 3. Duke of Bridgewater, verpachtet, während die Burg beim Herzogtum Cornwall verblieb. 1863 verkaufte das Herzogtum Park und Anwesen zusammen an ‘’Earl Brownlow’’, der sich auch bereiterklärte, die Burg für eine Nominalmiete vom Herzogtum anzumieten.
In den 1830er-Jahren wurden Pläne für die neue London and Birmingham Railway gezeichnet. Aus Ingenieurssicht verlief die ideale Route der Eisenbahn durch das Anwesen der Burg, aber die Sorge für den Schutz alter Denkmäler und Gebäude war schon einige Jahre lang gewachsen und die Eigner des angrenzenden Anwesens Bridgewater wollten auch den Blick von ihren Gebäuden aus schützen. Die Burg wurde schließlich mit einem Gesetz von 1833 speziell geschützt, das die Eisenbahngesellschaft verpflichtete, die Trasse der neuen Strecke über den Talboden zu verlegen. Berkhamsted Castle war somit das erste Gebäude in Großbritannien, das Bestandsschutz vor Entwicklungen in dieser Art erhielt. Dennoch musste die Trasse durch die äußeren Befestigungen der Burg verlegt werden, eine größere Ingenieursaufgabe, die 1834 bewältigt wurde, wobei allerdings das Torhaus der Burg zerstört wurde.

### 20.–21. Jahrhundert

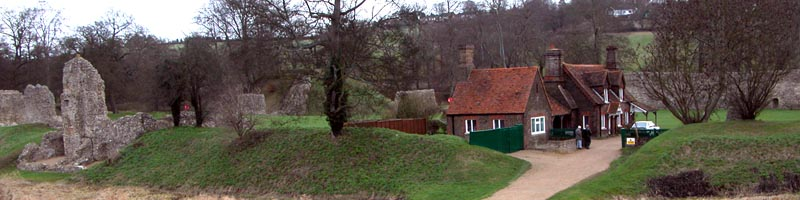
Ruinen der äußeren Mauern; Kastellanshaus und Motte im Hintergrund.

Das Office of Works erwarb Berkhamsted Castle vom Herzogtum Cornwall im Jahre 1930. In den 1950er-Jahren wurde der innere Burggraben entwässert. Heute, im 21. Jahrhundert, ist die Burgruine eine Touristenattraktion unter der Verwaltung von English Heritage und die Historikerin Isobel Thompson betrachtet sie als “eine der am besten erhaltenen Motten” in England. Die Burgruine gilt als Scheduled Monument.